# Charles Harbutt
Charles Harbutt, né le 29 juillet 1935 à Camden, dans le New Jersey et mort le 30 juin 2015  à Monteagle, dans le comté de Franklin, dans le Tennessee, est un photographe et photojournaliste américain, ancien membre de l'agence Magnum Photos, dont il fut président à deux reprises, nommé professeur à temps complet à la Parsons School of Design à New York, en 1999.

## Biographie
Né à Camden, dans le New Jersey, Charles Harbutt a grandi dans la petite ville de Teaneck, dans le comté de Bergen. Il y a découvert la photographie et s'y est initié en fréquentant le club de photographie amateur local. Il a ensuite poursuivi des études à l'université Marquette.
Le travail de Charles Harbutt, souvent intrinsèquement politique et marqué par des préoccupations sociales et économiques, est profondément enraciné dans la tradition du photojournalisme moderne. Pendant les vingt premières années de sa carrière, il a collaboré avec un certain nombre de grands magazines aux États-Unis, en Europe et au Japon.
En 1959, à la suite de la publication de trois de ses photographies dans la revue Modern Photography, il est invité par les membres de la guérilla castriste à documenter de l'intérieur la lutte pour la libération de Cuba. Il entre à La Havane deux jours avant Fidel Castro et ses guérilleros, et est ainsi le témoin privilégié des premiers jours de la révolution cubaine.
Harbutt rejoint Magnum Photos à cette période. Il en a été élu président à deux reprises, la première fois en 1979. Il quitte Magnum en 1981, expliquant qu'il ne se sentait plus en accord avec les ambitions de plus en plus commerciales de l'agence et qu'il souhaitait poursuivre un travail plus personnel.
Il a par la suite enseigné la photographie au cours de workshops, exposé son travail dans le monde entier, dans des expositions individuelles ou collectives. En 1999, il rejoint la Parsons School of Design au sein de la New School University en tant que professeur à temps plein. Il est en outre artiste invité au Massachusetts Institute of Technology (MIT), à l'Institut d'art de Chicago et à l'École de design de Rhode Island.
Il est, par ailleurs, l'un des membres fondateurs de Archive Pictures Inc., une coopérative internationale réunissant des photographes documentaires, et il est également membre de l' American Society of Magazine Photographers.
Charles Harbutt meurt le 30 juin 2015 à Monteagle, dans le Tennessee, à l'âge de 79 ans.

## Livres de photographies
- 1969 : America in crisis, New York, Holt, Rinehart & Winston.
- 1973 : Travelog, Cambridge, MIT Press  (ISBN 978-0-26208-064-4) (prix du livre des Rencontres d'Arles 1974)
- 1986 : Progreso, Paris, Navarin Editeur  (ISBN 978-2-86827-046-7) (édition américaine : New York, Actuality Inc., 1987,  (ISBN 978-0-96175-751-9))
- 2007 : Cuba libre, 1959, Londres, Trolley Books,  (ISBN 978-1-90456-320-4).
- 2012 : Departures and Arrivals (Joan Liftin, éd. ; postface de Trudy Wilner Stack), Bologne, Damiani Editore, 219 p.  (ISBN 978-8-86208-243-3).

## Collections
Les photographies de Charles Harbutt figurent dans les collections de quelques-uns des musées américains les plus prestigieux, comme The Museum of Modern Art (MoMA) et le Whitney Museum of American Art à New York, The Art Institute à Chicago et la Corcoran Gallery of Art à Washington

## Expositions
- 1978 : Kertész & Harbutt, sympathetic explorations, Plains Art Museum, Moorhead[4].
- 22 octobre - 10 novembre 1986 : Bibliothèque nationale, Paris[5].

## Récompenses et distinctions
- 1974 : prix du livre des Rencontres d'Arles pour Travelog.